# Throwing Muses (album, 1986)
Albums de Throwing Muses
The Doghouse
(1985) Chains Changed
(1988)
Throwing Muses est un album de Throwing Muses, sorti en 1986.

## L'album
Partenaire de tournée des Pixies, le groupe est souvent assimilé à eux lorsque parait cet album qui est considéré par la critique comme difficile à écouter mais fascinant. Il fait partie des 1001 Albums You Must Hear Before You Die.

### Titres
Tous les titres sont de Kristin Hersh sauf Green écrit par Tanya Donelly.
| No  | Titre            | Durée |
| --- | ---------------- | ----- |
| 1.  | Call Me          | 3:59  |
| 2.  | Green            | 3:04  |
| 3.  | Hate My Way      | 4:06  |
| 4.  | Vicky's Box      | 5:09  |
| 5.  | Rabbits Dying    | 3:49  |
| 6.  | America          | 2:47  |
| 7.  | Fear             | 2:45  |
| 8.  | Stand Up         | 2:56  |
| 9.  | Soul Soldier     | 5:10  |
| 10. | Delicate Cutters | 3:53  |

### Musiciens
- Kristin Hersh : voix, guitares, synthétiseur
- Tanya Donelly : voix, guitares et percussions
- Leslie Langston : basse
- David Narcizo : batterie, percussions
- Dave Knowles : claviers
- Ronald Stone : guitare